# NGC 3232
NGC 3232 هو اصطدام مجري، يقع في كوكبة الأسد الأصغر. اكتشف في 18 مارس 1787، وقد اكتشفه ويليام هيرشل. يبعد عن الأرض 7.66 .، ويبعد عن الأرض 11.1 .

## روابط خارجية
- NGC 3232 على موقع ويكي سكاي: DSS2, SDSS, GALEX, IRAS, Hydrogen α, X-Ray, Astrophoto, Sky Map, Articles and images